# تباين لون القزحية

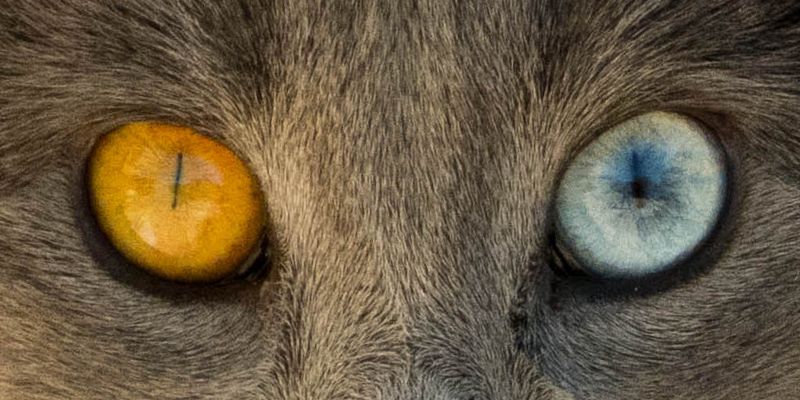
قطة تمتلك عينين بلونين مختلفين نتيجة تفاوت صبغة الميلانين (حالة تسمى تباين لوح القزحية)

تباين لون القزحية (الهيتيروكروميا)، هو مرض اختلاف في لون القزحيتين. غالبًا ما يستخدم المصطلح لوصف اختلافات لون القزحية، ولكن يمكن أيضًا تطبيقه على اختلاف لون الشعر أو الجلد.يتم تحديد تباين الألوان من خلال إنتاج وتسليم وتركيز صبغة الميلانين. قد يكون موروثًا أو ناتجًا عن أمراض جينية أو قد يكون أحد أعراض مرض ما أو الإصابة بجرح معين في العين. يحدث في البشر وبعض سلالات الحيوانات الأليفة.
يسمى التباين اللوني للعين بالإنجليزية (heterochromia iridium) أو (heterochromia iridis).

## أنواع التباين
هناك ثلاثة أنواع لتباين لون القزحية وهي:
- كاملة أو جزئية وتكون في حالة تباين الألوان الكاملة تكون قزحية واحدة بلون مختلف عن الأخرى.
- في حالة تباين الألوان الجزئي، يكون جزء من قزحية واحدة بلون مختلف عن لون باقي القزحية.
- في حالة تباين اللون المركزي توجد حلقة ملونة حول البؤبؤ أو ربما تموجات بألوان مختلفة تشع من البؤبؤ.

## أسباب المرض
على الرغم من وجود أسباب متعددة لمرض تباين لون القزحية، إلا أن الإجماع العلمي هو أن نقص التنوع الجيني هو السبب الرئيسي وراء تباين الألوان، على الأقل في الحيوانات الأليفة. هذا بسبب طفرة في الجينات التي تحدد توزيع الميلانين في مسار 8-HTP، والذي عادة ما يتلف بسبب التجانس الكروموسومي فقط. على الرغم من شيوع المرض في بعض سلالات القطط والكلاب والماشية والخيول بسبب زواج الأقارب في تلك السلالات، إلا أن تباين لون القزحية غير شائع لدى البشر، حيث يؤثر على أقل من 200000 شخص في الولايات المتحدة الأمريكية، ولا يرتبط بنقص التنوع الجيني.
قد تكون العين المصابة مفرطة التصبغ (مفرطة اللون) أو ناقصة التصبغ (باهتة اللون). في البشر، تشير زيادة إنتاج الميلانين في العين إلى تضخم أنسجة القزحية، بينما يشير نقص الميلانين إلى نقص في أنسجة القزحية أو ضعفها.

## خلفية المرض
يتم تحديد لون العين وتحديدًا لون القزحية بشكل أساسي من خلال تركيز وتوزيع الميلانين.على الرغم من أن العمليات التي تحدد لون العين ليست مفهومة تمامًا فمن المعروف أن لون العين الموروث يتم تحديده بواسطة جينات متعددة. يمكن أن تغير العوامل البيئية أو المكتسبة هذه الصفات الموروثة وأن قزحية الثدييات والإنسان متغيرة للغاية ومع ذلك لا يوجد سوى نوعين من الصبغات وهما "eumelanin" و "pheomelanin."